# كبوتران (زيلايي)
کبوتران (بالفارسية: کبوتران) هي قرية تقع في إيران في قسم زیلایی الريفي. يقدر عدد سكانها بـ 91 نسمة بحسب إحصاء 2016.